# تذکره گنج شایگان
گنج شایگان یا تذکرهٔ گنج شایگان کتابی از میرزا طاهر منشی اصفهانی (ملقب به دیباچه‌نگار اصفهانی) است که به شرح حال شاهزادگان و شاعران دوران قاجار می‌پردازد. این کتاب با دستور میرزا آقاخان نوری و تأیید علی قلی میرزا اعتضادالسلطنه نوشته شد.
راقمِ کتاب، میرزا حسین منشی (خطاط و شاعر) بود.